# Chronologie der Kollaboration der Vichy-Regierung beim Holocaust
Frankreich wurde im Westfeldzug (Juni 1940) von der Wehrmacht militärisch besiegt und teilweise besetzt. Ab Juni 1944 (Landung in der Normandie) bzw. ab Mitte August 1944 (Landung an der Côte d’Azur) wurde es von Truppen der Westalliierten befreit.
In Frankreich lebten 1940 über 300.000 Juden, etwa zu gleichen Teilen in der besetzten und der unbesetzten Zone. Fast die Hälfte von ihnen hatte eine ausländische Staatsangehörigkeit (darunter Zehntausende von Flüchtlingen); gut die Hälfte waren französische Staatsbürger.
Am 27. März 1942 startete der erste Zug mit jüdischen Deportierten vom KZ Royallieu bei Compiègne ins Vernichtungslager Auschwitz. Insgesamt wurden 75.721 Menschen mit 79 Zügen deportiert. Nur 2500 von ihnen konnten im Jahr 1945 befreit werden; die übrigen wurden umgebracht.
Die Verantwortung für die Deportationen und die Ermordung dieser Juden trägt primär das NS-Regime; es übte mittels der Besatzungsarmee in Frankreich Macht aus. Es gab auch in Frankreich überzeugte Antisemiten (siehe hier) bzw. Menschen, die aus verschiedensten Motiven an Deportationsmaßnahmen teilnahmen. Ein Teil der Verantwortung wird dem Vichy-Regime (offiziell: État français, mit dem Regierungschef Pierre Laval und dem Präsidenten Philippe Pétain) zugesprochen. Die Kollaboration mit dem Deutschen Reich war jahrzehntelang ein Tabu der französischen Geschichte; dies stand einer Vergangenheitsbewältigung im Wege. Vielen Deutschen waren bzw. sind die Deportationen aus Frankreich und anderen besetzten Gebieten unbekannt. Frankreich war in einem Blitzkrieg besiegt worden; die Besatzungszeit wird kaum mit Kriegsverbrechen oder dem Wort Holocaust in Verbindung gebracht.
Hauptartikel:  Vichy-Regime #Antijüdische Politik

## Zwei Phasen der Verfolgung von Juden in Frankreich
Man kann zwei Phasen der Verfolgung von Juden in Frankreich während des Zweiten Weltkriegs unterscheiden: Im Oktober 1940 wurden Juden französischer Staatsangehörigkeit aus dem öffentlichen Dienst gedrängt und andere Berufstätigkeiten eingeschränkt. Im Juni 1942 begann die Massendeportation von Juden nach Auschwitz.
Nach der Niederlage Frankreichs im Westfeldzug versuchte ein Teil des Regierungsapparates, durch Verhandlungen und Kooperation mit der Besatzungsmacht die Lage des französischen Volkes abzumildern.

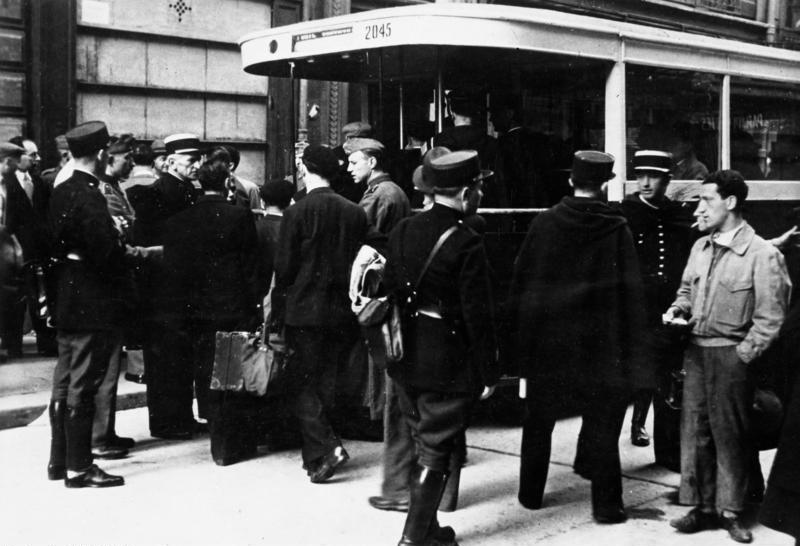
Juden werden festgenommen und im Autobus abtransportiert, Paris, August 1941

Die Résistance intensivierte 1941 ihre Sabotageakte und Attentate. Die Exilregierung (de Gaulle) und Teile der Bevölkerung stützten sie (moralisch und/oder praktisch). Die deutsche Besatzungsarmee reagierte darauf zunächst mit Geiselerschießungen. Der Militärbefehlshaber Otto von Stülpnagel erkannte dies bald als kontraproduktiv: Sie schreckten fast niemanden ab und erhöhten das Ansehen der Résistance. Er bzw. sein Nachfolger forderten deshalb die Deportation von 1000 Juden für jedes Attentat und die Einrichtung von Juden-Lagern. Wegen fehlender Eisenbahnkapazitäten verließ der erste Transport mit 1112 jüdischen Gefangenen Frankreich erst am 27. März 1942 in Richtung Auschwitz. 78 weitere Züge folgten. Bereits im Oktober 1942 waren 42.000 Ausländer (überwiegend Polen und Deutsche) nach Auschwitz deportiert worden; die meisten von ihnen wurden direkt vergast.
1942 wurden weitere Judengesetze eingeführt (darunter auch eines, das das Tragen des „Judensterns“ vorschrieb), ohne dass die Besatzer dies gefordert hatten (siehe unten).
Im Juli 1942 verhaftete die Pariser Polizei mit 9.000 Mann 20.000 überwiegend ausländische Juden (französisch grande rafle) und sperrte sie im Vélodrome d’Hiver (Radsporthalle) ein.
Zunächst sprach die deutsche Militärverwaltung von der „Evakuierung der Juden nach dem Osten“, von „Arbeitseinsatz“ und „Zwangsarbeit“, aber schon nach dem siebten Transport im Juli 1942 wurde die Bestimmung, dass nur arbeitsfähige Männer deportiert werden sollten, aufgeweicht und später ganz fallen gelassen. Denn gleichzeitig versuchte Deutschland, für seine Kriegsproduktion „freiwillige Fremdarbeiter“ aus Frankreich anzuwerben bzw. Zwangsarbeiter zu rekrutieren. Als dann auch alte Menschen, Frauen und seit August 1942 selbst Kinder jeden Alters in die Güterwaggons verfrachtet wurden, war klar, dass es nicht mehr um Arbeitseinsätze, sondern um die Vernichtung der in Frankreich lebenden Juden ging. An die Verabredung mit dem Vichy-Regime, keine französischen Juden zu deportieren, hielt sich die Besatzungsmacht immer weniger, ab Mitte 1943 gar nicht mehr. Nach der Besetzung Südfrankreichs durch Wehrmacht-Truppen betrieb das „Sonderkommando Alois Brunner“ eine regelrechte Menschenjagd auch im Süden Frankreichs.
Auf deutscher Seite waren im besetzten Norden hauptsächlich drei deutsche Institutionen aktiv an der Judenverfolgung beteiligt: die Militärverwaltung, die SS und der deutsche Botschafter. Dieser besonders in seiner Funktion als Verbindungsmann zur vom NS-Regime anerkannten Regierung.
Diese drei verfolgten teils etwas unterschiedliche Ziele und waren in ihren Zuständigkeiten unzulänglich voneinander abgegrenzt.
Vom Reichssicherheitshauptamt wurde im September 1940 das „Judenreferat in Paris“ unter Theodor Dannecker als Chef zur Organisation der Deportation errichtet. Disziplinarisch war er Helmut Knochen, dem Leiter der Sicherheitspolizei (Sipo), unterstellt. Carl-Albrecht Oberg wurde im Mai 1942 Höherer SS- und Polizeiführer.
Auf französischer Seite wurde am 29. März 1941 das „Generalkommissariat für Judenfragen“ auf Weisung von Admiral F. Darlan gegründet, der damit einem Wunsch der deutschen Behörden folgte. Seine Politik war es, die Durchführung in Frankreich in der Hand zu behalten. Dies machte tausende französische Polizisten und Regierungsbeamte zu Handlangern der deutschen Haupttäter.

## Chronologie einer Kollaboration
Die folgende Chronologie der Gefangennahme und Transporte folgt im Wesentlichen dem 1993 erschienenen Buch von François und Renée Bédarida, La persécution des juifs (Die Verfolgung der Juden).

### 1940
- 10. Juli – Pierre Laval lässt im Parlament die Machtbefugnisse auf den Ersten-Weltkriegs-Feldmarschall Pétain übertragen, der damit faktisch Staatschef mit diktatorischer Macht wird.
- 22. Juli – Unter Justizminister R. Alibert wird eine Kommission zur Revision der 500.000 Naturalisationen (Einbürgerungen) seit 1927 eingesetzt. Als Ergebnis verlieren 15.000 Personen die französische Nationalität, 40 % davon sind jüdische Bürger.
- Juli – Deutschland weist über 20.000 jüdische Franzosen aus dem besetzten Elsaß-Lothringen nach Frankreich aus, das sie weiter in Lager im unbesetzten Süden deportiert (Zusammenhang mit der Wagner-Bürckel-Aktion – diese beiden SS-Funktionäre handeln als Chef der Zivilverwaltung).
- 20. August – aus Angoulême in der besetzten Zone fährt ein erster Deportationszug aus Frankreich mit spanischen Republikanern ins deutsche Konzentrationslager Mauthausen bei Linz ab, der Convoi des 927. Nur wenige Gefangene in diesem Zug erleben das Kriegsende.[4]

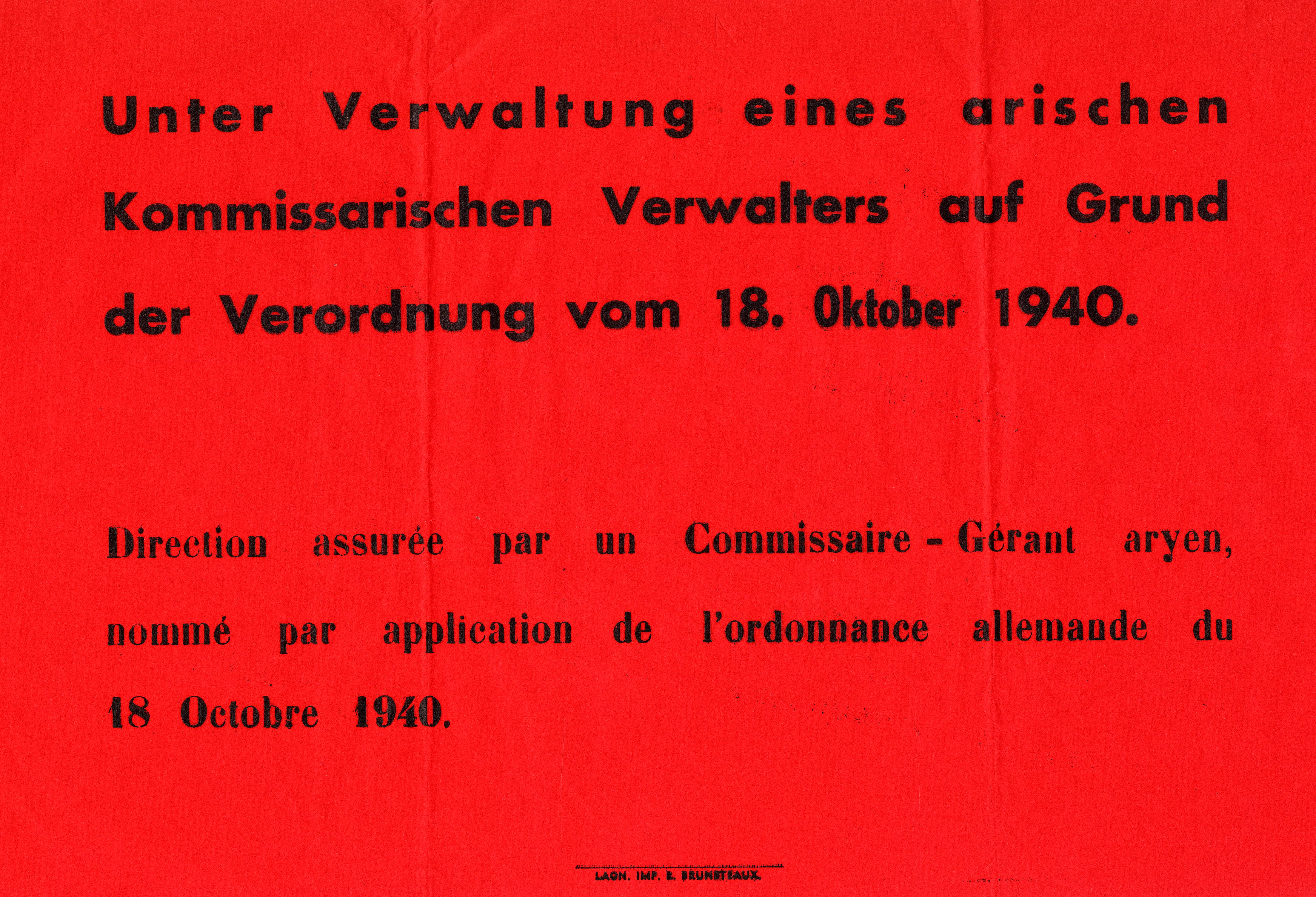
Plakat: Unter arischer Verwaltung, Laon 1940

- 27. September – Befehl der deutschen Besatzungsmacht zum Judenstatut im besetzten französischen Gebiet. U. a. waren die Geschäfte mit „Jude“ zu bezeichnen, deren Inhaber jüdischen Glaubens waren.
- 27. September – Ein neues Gesetz des Vichy-Regime ermöglicht es, jeden arbeitslosen Ausländer zu internieren
- 3. Oktober – Erstes Judenstatut (französisch Lois sur le statut des Juifs). Jüdische Franzosen werden von öffentlichen Ämtern, der Armee, dem Unterricht und der Presse, aus Radio und Kino ausgeschlossen. Beschränkungen in den freien Berufen sind möglich.[5]
- 4. Oktober – Die Präfekten dürfen Ausländer „jüdischer Rasse“ internieren. Zeitgleich forderte die deutsche Kommandantur in Angoulême den Präfekten auf, alle Sinti und Roma der Charente sowie des Départements Charente-Maritime unter der Aufsicht französischen Polizei an einem Ort zu internieren. Das führte dazu, dass nach und nach etwa 450 weitere Sinti und Roma im Camp Les Alliers interniert wurden, über die Hälfte davon waren Kinder.
- 18. Oktober – Der Militärbefehlshaber von Paris Otto von Stülpnagel verfügt für jüdische Betriebe im besetzten Frankreich eine arische kommissarische Verwaltung. Die Arisierung (Entjudung) lief über den Service du Controle der Vichy-Regierung, wobei sich Stülpnagel die Ernennung von Treuhändern für jüdische Industriebetriebe vorbehielt, um deutsche Kaufinteressenten begünstigen zu können.[6]
- Jüdischen Franzosen aus Algerien wird die Staatsangehörigkeit (erteilt nach dem Décret Crémieux von 1871) aberkannt.

### 1941

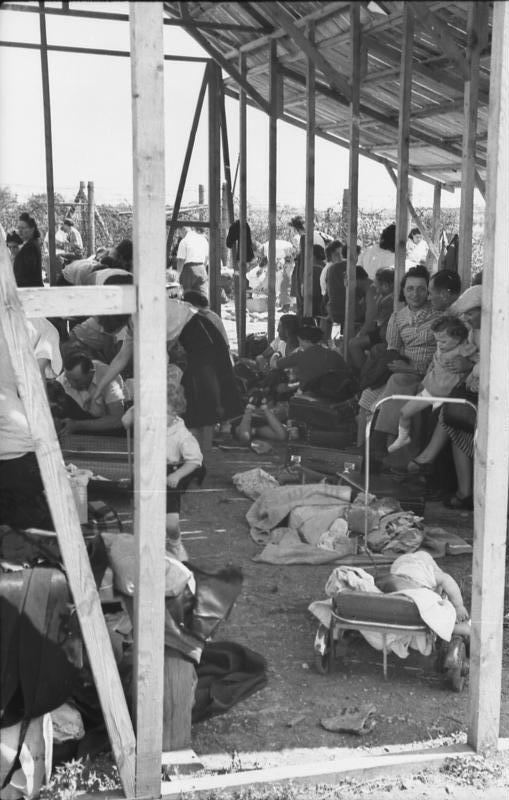
Gefangene im Lager Beaune-la-Rolande, Aufnahme der deutschen Propagandakompanie von 1941

- 29. März – Bildung des Generalkommissariats für Judenfragen (französisch Commissariat général aux questions juives, CGQJ). Xavier Vallat wird sein erster Kommissar.
- 13. Mai – In der besetzten Zone: erste Razzia nach ausländischen Juden (3747 der 6494 Gesuchten werden im Lager Pithiviers et Beaune-la-Rolande, unter französischer Verwaltung, eingesperrt).[7]
- 28. Mai – Verordnung des Militärbefehlshabers von Paris, dass Juden in der besetzten Zone ohne Zustimmung des französischen Service du Controle nicht mehr über ihr Barvermögen verfügen dürfen.
- 2. Juni – Zweites Judenstatut: es verschärft die Definition des Judenbegriffs und verlängert die Berufsverbote des ersten Statuts, ein Numerus clausus für alle Universitäten (maximal 3 %, Studiumsbeschränkung) und die Freiberufler (2 %). Im unbesetzten Süden müssen sich alle „Juden“ als solche registrieren lassen.
- 21. Juli – „Arisierung“ der Betriebe in der unbesetzten Zone.
- August – In der besetzten Zone: 3200 ausländische und 1000 französische Juden werden in verschiedenen Sammellagern, darunter Drancy, interniert.
- Dezember – In der besetzten Zone: 740 „jüdische“ Franzosen (Intellektuelle, Freiberufler) werden in Compiègne (Le camp de Royallieu) mit diesem Grund interniert.

### 1942
- 20. Januar – Auf der Wannseekonferenz kommen unter Vorsitz von SS-Obergruppenführer Reinhard Heydrich hochrangige Funktionäre des NS-Regimes und der NSDAP zusammen, um die „Endlösung der Judenfrage“ in die Wege zu leiten.
- 27. März – Der erste Zug mit jüdischen Deportierten (1112 Menschen) startet in Compiègne, davon überlebten bis 1945 nur 19 Personen.
- 20. Mai 1942 – In der besetzten Zone: Das Tragen des Judensterns wird ab dem 7. Juni Pflicht.
- 5. Juni – In Compiègne startet der zweite Zug nach Auschwitz. Von 1000 Deportierten überlebten 32 bis 1945.
- 2. Juli – Vereinbarung Bousquet-Oberg über die Zusammenarbeit zwischen französischer und deutscher Polizei, in Anwesenheit von Heydrich (evtl. unter seinem Druck).
- 22. Juni: Zug Nr. 3 fährt vom Lager Drancy nach Auschwitz: 1000 Deportierte, 934 Männer, 66 Frauen. 34 davon überlebten bis 1945[8].
- 25. Juni: Zug Nr. 4 fährt vom Lager Pithiviers nach Auschwitz: 1000 Deportierte, 24 davon überlebten bis 1945.
- 28. Juni – Zug Nr. 5 fährt vom Lager Beaune-la-Rolande nach Auschwitz. Von 1004 Deportierten überlebten bis 1945 nur 35 Personen.
- 16./17. Juli 1942 – Die französische Polizei verhaftete mit 9.000 Mann 20.000 überwiegend ausländische Juden in Paris („grande rafle“) und sperrte 12.884 „heimatlose Juden“ im Vélodrome d’Hiver ein (3.031 Männer, 5.802 Frauen und 4.051 Kinder).
- 17. Juli – Zug Nr. 6 fährt vom Lager Pithiviers nach Auschwitz: 928 Deportierte, 18 davon überlebten bis 1945.
- 19. Juli – Zug Nr. 7 fährt mit 1000 Personen von Le-Bourget-Drancy nach Auschwitz, wo er am 21. Juli eintrifft. Es ist dies der erste Zug aus Frankreich, bei dem die Insassen an der Rampe selektiert und 375 Opfer unmittelbar danach vergast werden.[9]
- 3. August – Zug Nr. 14 fährt vom Lager Pithiviers nach Auschwitz: 1034 Deportierte, 4 davon überlebten bis 1945.
- 26.–28. August 1942 – In der unbesetzten Zone: Razzien führen zur Deportation von 6584 ausländischen oder staatenlosen Juden.
- 11. November – Zug Nr. 45 fährt vom Lager Drancy nach Auschwitz: 745 Deportierte, 2 davon überlebten bis 1945.
- 11. November – Die Wehrmacht besetzt (Unternehmen Anton) die Freie Zone Frankreichs als Reaktion auf die alliierte Invasion in Nordafrika. Bis auf die italienische Zone[10] ist nun ganz Frankreich in der Hand der Deutschen.

### 1943

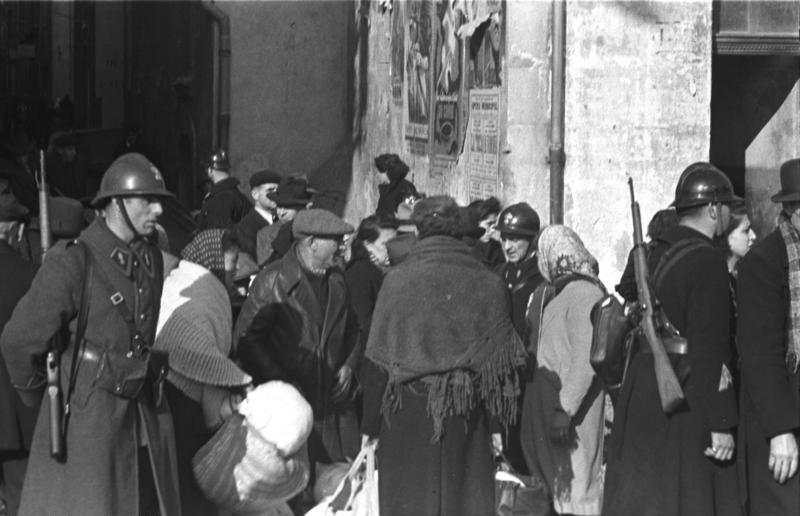
Razzia von Marseille, 22.-23. Januar 1943

Deportationswege aus Frankreich

- 22. – 24. Januar: In der Razzia von Marseille vom 22. bis 24. Januar 1943 haben französische Polizeikräfte und deutsche Ordnungspolizei sowie Wehrmachtstruppen 6.000 französische und ausländische Juden, Flüchtlinge und Nordafrikaner festgenommen. 1.642 Menschen wurden in das KZ Royallieu bei Compiègne transportiert. Die 786 jüdischen Männer, Frauen und Kinder unter ihnen wurden mit zwei Transporten in das Vernichtungslager Sobibor deportiert. Nur fünf Menschen kehrten zurück. Im Zuge dieser Razzia sprengten deutsche Pioniere das Altstadtquartier Saint-Jean; die 20.000 Bewohner evakuierte französische Polizei nach Fréjus.
- 9. Februar – Convoi Nr. 45 fährt vom Lager Drancy nach Auschwitz: Von 1000 Deportierten überlebten bis 1945 nur 21 Personen
- 25. März – Convoi Nr. 53 fährt vom Lager Drancy in drei Tagen zum Vernichtungslager Sobibor. In den Güterwaggons der SNCF sind 1008 Menschen, darunter 118 Kinder. 600 von ihnen waren in der Razzia von Marseille gefasst worden, weitere 84 in der Razzia vom 9. Februar in der Rue Sainte-Catherine von Lyon, (Rafle de la rue Sainte-Catherine)[11]. Die übrigen Opfer stammen aus dem Internierungslager Beaune-la-RolandeInternierte im Lager Beaune-la-Rolande

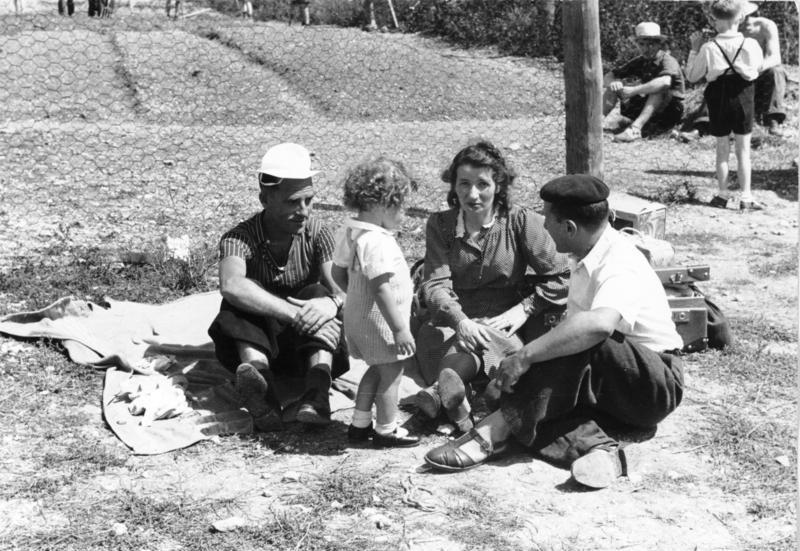
Internierte im Lager Beaune-la-Rolande

- 8. September – Nach der italienischen Kapitulation wird Nizza besetzt, wo es dann auch Razzien gibt.
- April – Razzien in Nîmes und Avignon
- September – Razzien in Nizza und seinem Hinterland
- 17. Dezember – Zug Nr. 64 fährt vom Lager Drancy nach Auschwitz: Von 1000 Deportierten überlebten bis 1945 nur 42 Personen.

### 1944
- 13. April – Zug Nr. 71 fährt vom Lager Drancy nach Auschwitz. Von 1.500 Deportierten überlebten bis 1945 nur 105 Personen.
- Am 6. Juni landen die westlichen Alliierten in der Normandie (Operation Overlord).
- 11. August – der 78. Transport fährt von Lyon nach Auschwitz: 1.200 Deportierte, 157 Personen davon überlebten bis 1945.
- 15. August – Mit der Landung in der Provence begann eine zweite Invasion in Südfrankreich an der Côte d’Azur zwischen Toulon und Cannes (Operation Dragoon). Die Franzosen und US-Amerikaner konnten ohne entscheidenden Widerstand zügig in das Landesinnere vorstoßen.
- 16. August – Die Alliierten erreichen von Süden Pisa (Italien).
- 17. August – Patton ist in Dreux
  - Zug Nr. 79 – Abfahrt des letzten Transports vom Lager Drancy ins KZ Buchenwald mit 51 Deportierten. 35 Personen davon überlebten bis 1945.
- 20. August – Pétain wird von deutschen Militär nach Belfort, später Sigmaringen gebracht.
- 25. August – Beginn der Befreiung von Paris
  - Der deutsche Stadtkommandant General Dietrich von Choltitz verweigert Hitlers Führerbefehl, die Stadt zu zerstören und ergibt sich mit seinen Truppen kampflos an Oberst Henri Rol-Tanguy, Chef der Pariser Résistance/FFI, der die Kapitulation im Auftrag General Leclercs annahm.
- 29. August – Französische und amerikanische Truppen feiern in Paris.
- 3. September – Brüssel befreit.
- 4. September – Antwerpen befreit.

## Deportationen
Im Dezember 1941 schlug der Militärbefehlshaber Otto von Stülpnagel die Deportation „von Kommunisten, Juden und dem Täterkreis nahestehenden Personen“ vor; die Exekution von Geiseln nach Attentaten sei eine zu wenig abschreckende Vergeltungsmaßnahme. Schon für die bislang bei drei Razzien verhafteten 12.200 „staatspolizeilich in Erscheinung getretenen Personen“ sei kaum Platz in den Lagern. Daraufhin wurden im „Judenlager“ des Polizeihaftlagers Compiègne arbeitsfähige Juden im Alter zwischen 18 und 55 Jahren für die Deportation zusammengeführt; andere als „arbeitsunfähig“ deklarierte und ältere Juden wurden nach Drancy verlegt.
Als „Sühnemaßnahme“ wurden die ersten sechs Deportationszüge bezeichnet, mit denen hauptsächlich arbeitsfähige jüdische Männer zur Zwangsarbeit verschleppt wurden. Der erste Zug mit Personenwagen dritter Klasse, Gepäckwagen und einem Wagen zweiter Klasse für ein Begleitkommando verließ den Bahnhof Le Bourget Drancy am 27. März 1942. Nach einer Fahrt von rund 72 Stunden kamen die 1112 Häftlinge in Auschwitz an und wurden dort zur Arbeit eingesetzt. Nur 23 von ihnen überlebten das Kriegsende.
Die folgenden fünf Züge hatten wahrscheinlich umgebaute Güterwagen mit 35 Sitzplätzen und Abort, wie sie für den Transport russischer Zivilarbeiter benutzt wurden („Coupé-Wagen“). Nach dem sechsten Transport vom 17. Juli 1942 ging die „Repressionspolitik“ über in die Deportationen zur Vernichtung.
Fast zeitgleich mit den Transporten aus Belgien und den Niederlanden begannen Mitte Juli 1942 in Frankreich Massendeportationen, in die nunmehr auch Frauen und nicht arbeitsfähige Personen einbezogen wurden. Die deutschen Deportationspläne wurden im Sommer von der Vichy-Regierung begrüßt. Proteste der katholischen Kirche und die ablehnende Haltung der Bevölkerung ließen das Regime bereits im September 1942 von einer Unterstützung abrücken. Dennoch gingen die Deportationen aus Frankreich weiter. Vom ersten dieser Züge, der am 19. Juli 1942 abfuhr, wurde erstmals ein Teil der Deportierten in Auschwitz selektiert und sogleich ermordet. Anfangs wurden Juden französischer Staatsangehörigkeit verschont. Staatenlose Juden, deren Kinder durch Geburt die französische Staatsangehörigkeit mitbrachten, wurden von ihren Kindern im Lager getrennt und deportiert. Vom 14. August 1942 an wurden auch Kinder deportiert; diese wurden unverzüglich nach ihrer Ankunft im KZ Auschwitz-Birkenau selektiert und ermordet.
Am 22. August 1944 endeten die Deportationen. Innerhalb von zweieinhalb Jahren wurden etwa 76.000 Juden deportiert; rund 32.000 von ihnen zwischen dem 19. Juli und 30. September 1942.

## Zahlen
Aus Frankreich waren es 75.721 Deportierte, davon:
- 42.655 im Jahr 1942
- 17.041 im Jahr 1943
- 16.025 im Jahr 1944

Altersgruppen:
- 7,9 Prozent davon waren noch nicht 12 Jahre alt
- 17,3 Prozent davon zwischen 13 und 29 Jahre
- 63,3 Prozent davon 30 bis 60 Jahre
- 11,5 Prozent davon waren über 60 Jahre alt.

Nach französischen Schätzungen hatte etwa ein Drittel der Deportierten die französische Staatsangehörigkeit.
Von den Ausländern unter den aus Frankreich Deportierten stammten:
- 26.300 aus Polen
- 7.000 aus Deutschland
- 4.500 aus Russland
- 3.300 aus Rumänien
- 2.500 aus Österreich

Nur 2500 (3,3 Prozent) der Verschleppten überlebten das Kriegsende. Zu den jüdischen Opfern gehören auch etwa die 1000 als Geiseln in Frankreich hingerichteten oder erschossenen Personen jüdischen Glaubens. Ferner sind 3000 Tote mit einzurechnen, die bereits in den französischen Sammel- und Transitlagern starben.

## Film
Eine Dokumentation aus dem Jahr 2017 von Ruth Zylberman rekonstruiert das Schicksal vieler jüdischer Hausbewohner in einer der großen Wohnanlagen mit 300 Bewohnern im Zentrum von Paris: der Nr. 209 „Die Kinder aus der Rue Saint-Maur“. Sie findet nur noch wenige Überlebende der Razzia vom 16. Juli 1942, einer von der Kollaboration getragenen NS-Aktion mitten in der Shoah, und lässt sie heute von ihren Erinnerungen an ihre Eltern und an die Tage damals berichten. (Original frz./engl. Les Enfants du 209, rue Saint-Maur, Paris. 2017, 101 Min.)